# Ämilius Ludwig Richter
Ämilius Ludwig Richter (auch Emil Ludwig Richter; * 15. Februar 1808 zu Stolpen; † 8. Mai 1864 in Berlin) war ein deutscher Kirchenrechtslehrer.

## Leben und Wirken
Richter studierte in Leipzig und ließ sich 1831 dort als Advokat nieder. Gleichzeitig habilitierte er sich und hielt Vorlesungen über das Kirchenrecht. Aufgrund seiner ersten Veröffentlichungen Corpus juris canonici (Leipzig 1833–39, 2 Bde.) und Beiträge zur Kenntnis der Quellen des kanonischen Rechts (das. 1834) wurde er 1835 zum außerordentlichen Professor für Kirchenrecht ernannt. 1838 wurde er in Marburg ordentlicher Professor des Kirchenrechts und Zivilprozesses. Im Mai 1846 nach Berlin berufen, wirkte er zugleich als „Hilfsarbeiter“ (eine Art Assistent) im Ministerium der geistlichen Angelegenheiten. Als Mitglied des Evangelischen Oberkirchenrats (seit 1850) der Evangelischen Landeskirche in Preußen, dann als Geheimer Oberregierungsrat und Vortragender Rat im Ministerium seit 1859 nahm er an der kirchlichen Gesetzgebung Preußens maßgebenden Anteil. Einige seiner Schüler (Richard Wilhelm Dove, Paul Hinschius, Emil Friedberg, Johann Friedrich von Schulte) waren die führenden Kirchenrechtler der zweiten Hälfte des 19. Jahrhunderts. 
Richter verfasste einflussreiche Lehrbücher, u. a. das epochemachende Lehrbuch des katholischen und evangelischen Kirchenrechts (Leipzig 1842; 8. Aufl., hrsg. von Richard Wilhelm Dove und Wilhelm Kahl, 1877–86) und die Geschichte der evangelischen Kirchenverfassung (Leipzig 1851). Er begründete 1836 die (später von Robert Schneider bis 1848 fortgesetzten) Kritische Jahrbücher für deutsche Rechtswissenschaft. Die größte Bedeutung haben jedoch seine Editionen: Neben dem schon genannten Corpus juris canonici vor allem Die evangelischen Kirchenordnungen des 16. Jahrhunderts (Weimar 1846, 2 Bde.) und die Canones et decreta concilii Tridentini (das. 1853). Richters Beiträge zum preußischen Kirchenrecht (Leipzig 1865) gab Paul Hinschius heraus.
Ämilius Ludwig Richter starb 1864 im Alter von 56 Jahren in Berlin und wurde auf dem dortigen Domfriedhof I an der Liesenstraße beigesetzt. Das Grab ist nicht erhalten geblieben.

## Weitere Schriften
- König Friedrich Wilhelm IV. und die Verfassung der evangelischen Kirche. Berlin 1861